# Jean-Pascal Tricoire
Pour les articles homonymes, voir Tricoire.
Jean-Pascal Tricoire, né le 11 mai 1963 à Beaupréau est un dirigeant d'entreprise français. Entré en 1988 chez Schneider Electric, il en devient président du directoire en 2006.

## Formation
Jean-Pascal Tricoire est ingénieur diplômé de l'ESEO et titulaire d'un MBA d'EMLYON, obtenu en 1986.

## Parcours professionnel
Jean-Pascal Tricoire commence sa carrière avec des missions chez Alcatel, Schlumberger et Saint-Gobain en 1985 et 1986. Il rejoint Merlin Gerin en 1986 pour développer un partenariat avec une société allemande.
En 1988, il entre chez Schneider Electric et y effectue un parcours opérationnel à l'international jusqu'en 1999 : cinq ans en Italie, cinq ans en Chine et un an en Afrique du Sud. Il occupe ensuite des fonctions de direction générale au sein du groupe de 1999 à 2001, en tant que directeur des grands comptes globaux et stratégiques et du projet d'entreprise « Schneider 2000+ ». De janvier 2002 à fin 2003, il est directeur général de la division internationale. En octobre 2003, il est nommé directeur général délégué. En mai 2006, le conseil de surveillance de Schneider Electric le nomme président du directoire.
Le 18 décembre 2013, Jean-Pascal Tricoire a été classé 9e patron du CAC 40 le plus performant par le magazine Challenges. 
En 2021, les dividendes qu'il perçoit de Schneider Electric s'élèvent à 2,3 millions d’euros. 

## Distinction
- Chevalier de la Légion d'honneur (2007)[4]